# Guy François (football)
Pour les articles homonymes, voir Guy François (homonymie) et François.
Guy François (né le 18 septembre 1947 en Haïti et mort le 3 juin 2019 à Montréal) est un footballeur international haïtien, qui évoluait au poste de milieu de terrain.

## Biographie

### Carrière en club
Guy François joue en faveur du Violette Athletic Club.

### Carrière en équipe nationale
Avec l'équipe d'Haïti, il joue 17 matchs et inscrit un but dans les compétitions organisées par la FIFA, entre 1968 et 1974. 
Il dispute 8 matchs comptant pour les éliminatoires du mondial 1970, et 7 matchs rentrant dans le cadre des éliminatoires du mondial 1974. Il inscrit un but lors de ces éliminatoires.
Il figure dans le groupe des sélectionnés lors de la Coupe du monde de 1974. Lors de la phase finale du mondial organisé en Allemagne, il joue deux matchs : contre l'Italie et la Pologne.